# Odo tulum
Odo tulum är en spindelart som beskrevs av Alayón 2003. Odo tulum ingår i släktet Odo och familjen taggfotsspindlar. Inga underarter finns listade i Catalogue of Life.